# Ambrosius Bogbinder
Ambrosius Bogbinder († 1536) war ein Kopenhagener Bürgermeister und Anhänger des 1523 abgesetzten Königs Christian II. von Dänemark, Norwegen und Schweden. Er gehörte 1529/30 zu den treibenden Kräften zur Durchsetzung der Reformation in der Stadt und war 1534 mitverantwortlich für den Ausbruch der Grafenfehde.

## Leben

### Familie
Ambrosius Bogbinder war ein Sohn des Kopenhagener Bürgermeisters Hans Meissenheim Bogbinder († wohl 1515). Der Kaufmann Hans Meissenheim Bogbinder war vermutlich ein eingewanderter Deutscher. Wann er nach Dänemark zog, ist nicht bekannt. Auf jeden Fall heiratete er vor 1487 Birgitte († nach 1520), die Tochter eines angesehenen Kopenhagener Bürgers. Ab 1487 ist nachgewiesen, dass König Johann regelmäßig in Bogbinders Badestube einkehrte und engen persönlichen Kontekt mit dem Ehepaar pflegte. König Johanns Sohn, der spätere König Christian II., verbrachte in seiner Jugend einige Zeit als Hausgast bei der Familie Bogbinder, was eine enge Verbindung auch zu den Söhnen schuf und wohl auch die Grundlage dazu legte, dass Christian II. als König seine Macht mehr auf die Städte stützte als auf den Adel – was ihn letztlich den Thron kostete. Im Jahr 1499 wurde Hans Meissenheim Bogbinder Ratsherr und war 1509–1513 Bürgermeister.

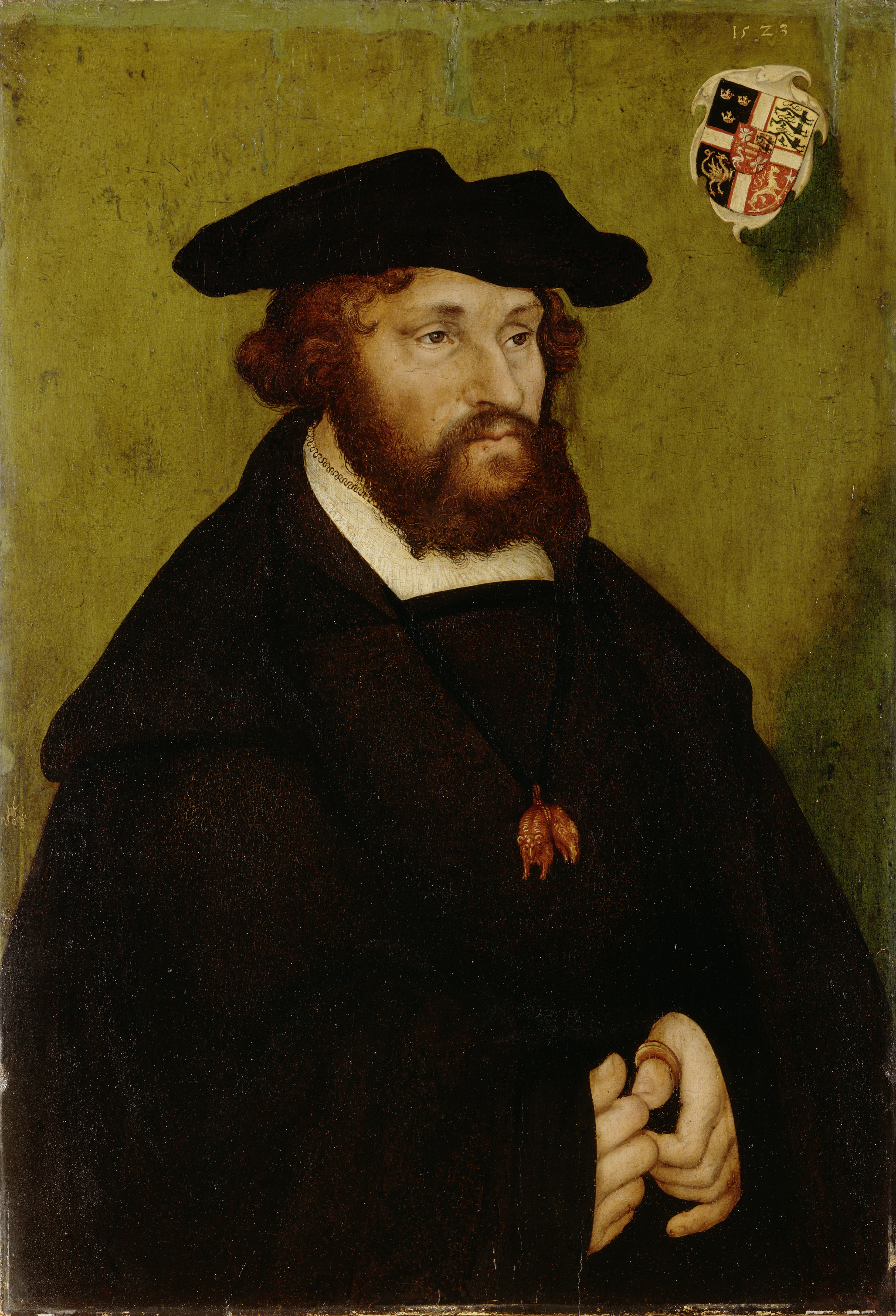
Christian II. im Jahr seiner Absetzung (Lucas Cranach der Ältere, 1523)

Ambrosius Bogbinders mit dem Vater gleichnamiger Bruder († um 1564) war ein humanistischer Gelehrter, der unter anderem mit Erasmus von Rotterdam und Johannes Oekolampad korrespondierte. Wie sein Vater und sein Bruder stand er in enger Bindung zu König Christian II., den er nach dessen Absetzung 1523 ins Exil begleitete, dem er als Sekretär diente und den er sogar nach seiner Gefangensetzung 1531 als Diplomat vertrat.
Ambrosius Bogbinders Geburtsdatum ist nicht bekannt. Vermutlich wurde er in den 1480er Jahren geboren und war damit etwas jünger als der 1481 geborene Christian II. 1516 war er auf jeden Fall mündig und Nachfolger im Geschäft seines Vaters. Er war verheiratet, der Name und die Familie seiner Frau sind jedoch nicht bekannt.

### Reformation
Ambrosius Bogbinder teilte mit Christian II. dessen Neigung zu Martin Luthers Theologie. 1526 reiste er zu Christian II. ins Exil in die Niederlande und brachte von dort reformatorische Schriften mit, die er in Kopenhagen in Umlauf brachte. Obwohl König Friedrich I. davon wusste, dass Bogbinder Anhänger der Reformation wie auch seines abgesetzten Vorgängers war, hinderte er ihn nicht. Im selben Jahr, vielleicht auch erst 1529, wurde er zu einem der vier Bürgermeister gewählt. Ebenfalls 1529 ernannte der König Hans Tausen als ersten lutherischen Prediger zum Pastor der St.-Nikolai-Kirche, zu deren Vorstehern Bogbinder wie bereits sein Vater vor ihm gehörte. Gemeinsam förderten Bogbinder und Tausen die Einführung der Reformation in der Stadt. Schon Mitte 1530 waren drei der vier Stadtkirchen evangelisch. Am 27. Dezember 1530 führte Bogbinder einen Mob radikaler Evangelischer bei einem Bildersturm in der Frauenkirche an, der einzigen Stadtkirche, in der noch katholische Gottesdienste gefeiert wurden. Die Priester wurden vertrieben, größere Zerstörungen konnte Tausen verhindern. In Folge dieser Ausschreitungen ließ der König die Frauenkirche und die Universität zeitweise schließen. Ein Jahr später wurde die Frauenkirche wieder geöffnet und blieb vorerst katholisch.
Als Christian II. 1531 versuchte, sein Reich zurückzuerobern, wurde Bogbinder als sein Anhänger aus dem Rat ausgeschlossen. Sein Bruder Hans Bogbinder begleitete Christian II. als dessen Sekretär auf dem Feldzug nach Norwegen. Heimlich reiste er nach Schottland, um dort Kriegsschiffe und Mannschaften für seinen König zu besorgen. Von Olav Engelbrektsson, dem Erzbischof von Trondheim, erwirkte er finanzielle Unterstützung für Christians Feldzug. Auch nach Christians Gefangennahme und Inhaftierung auf Schloss Sonderburg hielten die Brüder ihm die Treue. In Kopenhagen behielt Ambrosius Bogbinder trotz seiner Absetzung großen Einfluss unter dem evangelischen Teil der Bevölkerung.

### Grafenfehde
Nach dem Tod von König Friedrich im April 1533 versammelte sich der dänische Reichsrat, der sich größtenteils aus katholischen Adligen zusammensetzte, im Juni 1533 in Kopenhagen, um einen Nachfolger zu wählen. Eine Mehrheit für Friedrichs ältesten Sohn Christian (III.), der bereits als Herzog im Amt Hadersleben die Haderslebener Artikel erlassen und damit die Reformation eingeführt hatte, kam nicht zustande. Die Wahl wurde auf das nächste Jahr verschoben. Auf derselben Versammlung verurteilten die Adligen Hans Tausen als Ketzer zum Tode, ein Urteil, das der Kopenhagener Rat sofort wieder aufhob.
In dieser Situation, als zu befürchten war, dass die Regierung die Reformation bekämpfen würde, knüpfte Bogbinder heimlich Kontakte zu den zum Herrentag angereisten Bürgermeistern von Lübeck, Jürgen Wullenwever, und Malmö, Jörgen Kock. Gemeinsam mit dem gleichfalls evangelischen Reichskanzler Mogens Gøye boten sie Herzog Christian an, als Minderheit seine Wahl durchzusetzen. Der Herzog lehnte jedoch ab, um sich nicht in Abhängigkeit von den Städten zu begeben. Daraufhin beschlossen Kopenhagen und Malmö, sich als freie Reichsstädte der Hanse anzuschließen und sich so dem Einfluss des Adels zu entziehen. Gemeinsam wollte man Christian II. befreien, von dem sich die evangelischen Bürger Unterstützung erhofften. Als Unterhändler für mögliche militärische Verbündete sandte Bogbinder heimlich seinen Bruder Hans nach Lübeck, wo dieser mit Graf Christoph von Oldenburg verhandelte.
Im Mai begann die Grafenfehde mit dem Lübecker Angriff auf das Holsteiner Umland. Ende Juni 1534 erreichten der Oldenburger Graf und seine Söldnertruppe mit der Lübecker Flotte Kopenhagen. Bogbinder nahm sofort Kontakt zu ihm auf und übergab ihm die Stadt. Der Graf setzte den Rat ab und neue Bürgermeister, darunter Bogbinder, ein. In dieser Funktion hatte Bogbinder eine Schlüsselrolle in der Grafenfehde inne und unterstützte auch den Bauernaufstand auf Jütland unter Skipper Clement. Doch nachdem der Oldenburger Graf schnell Seeland und Fünen erobert hatte, wendete sich das Blatt: Der Reichsrat akzeptierte nun doch Herzog Christian als König Christian III. Nach der Niederschlagung des Bauernaufstandes und der Vernichtung der Lübecker Flotte im Juni 1535 begann die Belagerung Kopenhagens durch die königlichen Truppen. Bogbinder hielt ein strenges Regiment. So wurde der alte Ratsherr Jens Kammersvend, der bereits Mitglied der Rentekammer von König Johann gewesen war, im September 1535 hingerichtet, weil er Bogbinders Politik und den zunehmenden Einfluss der deutschen Truppenführer in der Stadt missbilligt hatte. Zudem beschuldigte man ihn, Verbindung mit dem Feind aufgenommen zu haben.

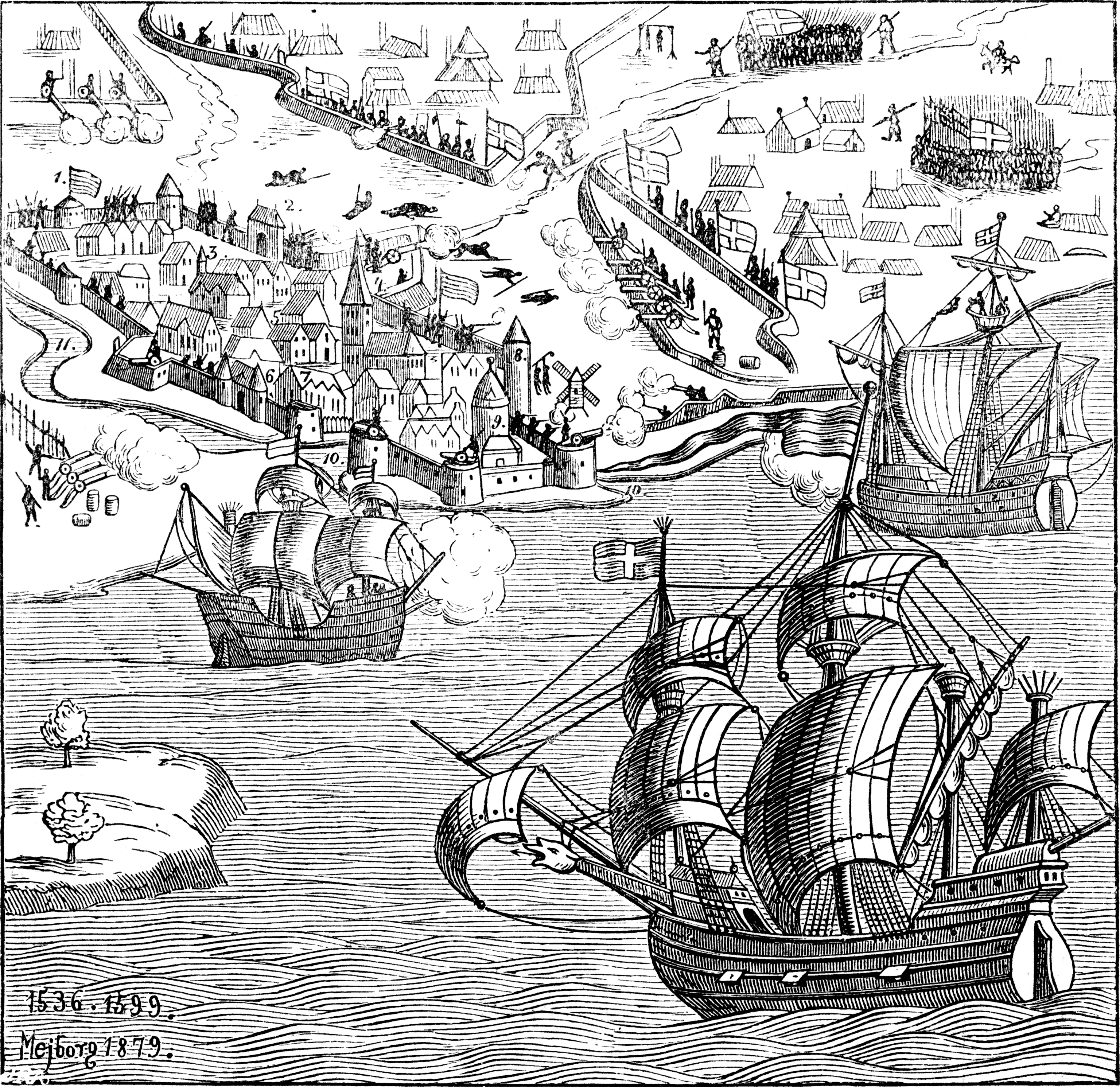
Belagerung von Kopenhagen 1535/1536 nach einem Kupferstich von 1599

Aus der belagerten Stadt sandte Bogbinder seinen Bruder zu den Friedensverhandlungen beim Hansetag in Hamburg. Im Winter 1535/36, als Wullenwever in Lübeck bereits abgesetzt und gefangen genommen war, gelang es ihm, selbst über Lübeck in die Niederlande zu reisen, wo er Kaiser Karl V. um Hilfe bat. Als neuen Verbündeten hatte er ausgerechnet den katholischen Pfalzgrafen Friedrich II. ausersehen, der im September 1535 Dorothea, die Tochter von Christian II., geheiratet hatte und damit theoretisch als Thronanwärter in Frage kam. Tatsächlich konnte Bogbinder mit Geld und Hilfeversprechen von Maria von Ungarn und vom Kaiser selbst nach Kopenhagen zurückkehren.
Auch nachdem die Lübecker im Februar 1536 mit einem Separatfrieden aus der Grafenfehde ausgeschieden waren, harrte Bogbinder in Erwartung der Unterstützung aus den Niederlanden in seiner belagerten Stadt weiter aus. Als sich unter den hungernden Einwohnern Unzufriedenheit breit machte, ließen Bogbinder und der zweite Bürgermeister Hans Bøsse die Landsknechte am 13. Juni 1536 den Aufstand niederschlagen. Dabei kamen etwa 150 Bürger um.
Die erwartete niederländische Flotte blieb aus. Am 27. Juli 1536 kapitulierte Kopenhagen. Bogbinder verlor sein Amt, fiel jedoch auch unter die von König Christian III. erlassene Amnestie. Als ihn Jens Kammersvends Witwe vor dem Rat anklagte, ihren Mann ermordet zu haben, beging er vor Prozessbeginn Selbstmord. Seinen Besitz, das halbe Haus seines Vaters, zog der König ein. Im selben Jahr eröffnete dort eine Apotheke. Sein Bruder blieb im Dienst des Pfalzgrafen, der ihn wiederholt auf geheime Missionen schickte.